# Emanuele Moschen
Emanuele Moschen (né le 24 mars 1987 à Sorengo en Suisse,) est un coureur cycliste italien, principalement actif dans les années 2000.

## Biographie
Emanuele Moschen remporte la Coppa Colli Briantei Internazionale en 2007 et la Ruota d'Oro en 2009. Il obtient également de bons résultats dans des courses amateurs en Italie. 
En juin 2010, il est arrêté en possession de produits dopants lors du Tour d'Italie amateurs, après une perquisition menée contre son club Lucchini-Maniva-Ski. Il écope d'une suspension de deux ans. 

## Palmarès

### Par année
- 2004
  - Trofeo Emilio Paganessi
- 2006
  - 3e du Trofeo Gavardo Tecmor
- 2007
  - Coppa Colli Briantei Internazionale
  - 3e de la Coppa Collecchio
- 2008
  - Coppa Stignani
  - 2e du Gran Premio Palio del Recioto
  - 3e du Gran Premio Somma
- 2009
  - Trofeo Unidelta
  - Gran Premio Fiera del Riso
  - Ruota d'Oro
  - 3e du Gran Premio Inda
  - 3e du Trophée MP Filtri
- 2010
  - 5e étape du Giro delle Valli Cuneesi
  - 2e du Trofeo Caduti a Soprazocco

### Classements mondiaux
| Année           | 2007 | 2008 | 2009 |
| --------------- | ---- | ---- | ---- |
| UCI Europe Tour | 420e | 525e | 283e |